# Lee Van Cleef
Lee Van Cleef (9. januar 1925 – 16. december 1989) var en amerikansk filmskuespiller, som fortrinsvis medvirkede i westerns og actionfilm. Hans skarpe træk og gennemtrængende øjne førte til, at han blev castet som skurk i talrige film, om end han i de senere år ofte optrådte som filmens helt, som i hans rolle som dusørjæger i Hævn for dollars.

## Biografi

### Tidlige år
Van Cleefs fødenavn var Clarence LeRoy Van Cleef, Jr. og han blev født i Somerville, New Jersey, som søn af Marion Levinia (født Van Fleet) og Clarence LeRoy Van Cleef, Sr. Van Cleef gjorde tjeneste i United States Navy under 2. verdenskrig og blev skuespiller efter en kort karriere som bogholder. Hans første roller var på teatret, bl.a. en lille rolle i den originale Broadwayudgave af Mister Roberts. Hans første film var en klassisk Western Sheriffen, hvor han spillede skurk. Han havde også en lille rolle som skarpskytten i The Beast from 20,000 Fathoms fra samme periode. I 1956 havde han hovedrollen i Science fiction B-filmen Venusuhyret sammen med Peter Graves. 

### Karriere
Van Cleef spillede forskellige mindre roller i fire episoder af TV serien The Rifleman mellem 1959 og 1962. Han optrådte som en mindre skurk og følgesvend i forskellige westerns, såsom Sheriffens stjerne og Sheriffen fra Dodge City. Han spillede også en af Lee Marvins skurkagtige følgesvende i John Ford-klassikeren fra 1962 Manden der skød Liberty Valance , sammen med James Stewart og John Wayne. Han havde en lille ukrediteret rolle som en af flodpiraterne i Vi vandt vesten fra 1962.
I 1962 var Van Cleef involveret i et alvorligt biluheld og var tvunget til midlertidigt at trække sig tilbage som skuespiller. Mellem 1962 og 1965 arbejdede Van Cleef som freelance-maler og tømrer, hvorefter han optrådte i adskillige spaghettiwesterns, herunder Hævn for dollars og Den gode, den onde og den grusomme (i begge film sammen med Clint Eastwood), foruden The Big Gundown og Sabata-trilogien. Van Cleef havde også en birolle i John Carpenters kultfilm Flugtaktion New York. Han optrådte også som skurkagtig svindler i Bonanza-episoden, The Bloodline (31. december 1960). Van Cleef er krediteret for 90 filmroller og 109 andre roller på TV i løbet af 38 år. 
I de tidlige 1980'ere spillede han John Peter McCallister, den "første vesterlænding, der blev en ninja" i NBC's The Master. Hans sidste TV-optræden var i 1984, da han forlod The Master. Nogle episoder fra TV-serien blev senere genudsendt som TV-film, ved at redigere to episoder sammen.

### Personlige liv
Van Cleef mistede det yderste af sin langfinger på sin højre hånd, da han byggede et legehus til sin datter. Det kan ses i nærbilleder af hans hånd under revolverdueller i Den gode, den onde og den grusomme og i en tidlige scene i The Grand Duel.
Han døde af et hjertetilfælde i Oxnard, California og blev begravet på Forest Lawn Memorial Park – Hollywood Hills Cemetery i Los Angeles. Hans gravsten har teksten "Lee Van Cleef Jan 9, 1925 – Dec 16, 1989 'Best of the Bad' Love and Light".

## Filmografi
- High Noon da: Sheriffen (1952)
- Untamed Frontier (1952)
- Kansas City Confidential da: Politiet jager fire maskerede mænd (1952)
- The Beast From 20,000 Fathoms (1953)
- The Lawless Breed da: Det vilde blod (1953)
- The Bandits of Corsica da: De korsikanske brødre vender tilbage (1953)
- White Lightning (1953)
- Arena (1953)
- Vice Squad da: Kriminalpolitiet på sporet (1953)
- Jack Slade (1953)
- The Nebraskan (1953)
- Private Eyes (1953)
- Tumbleweed da: De ville lynche mig (1953)
- Gypsy Colt da: Ædelt blod (1954)
- Arrow In The Dust (1954)
- Rails Into Laramie (1954)
- The Yellow Tomahawk (1954)
- Princess of the Nile (1954)
- The Desperado (1954)
- Dawn At Socorro da: Opgør ved daggry (1954)
- Treasure of Ruby Hills (1955)
- Ten Wanted Men (1955)
- Man Without A Star da:Pigtråd (1955)
- I Cover The Underworld (1955)
- The Road To Denver  da: Diligencen fra Texas (1955)
- A Man Alone (1955)
- The Vanishing American da:Navajo-indianernes oprør (1955)
- The Conqueror  da: Erobreren (1955)
- The Big Combo (1955)
- It Conquered the World da:Venusuhyret (1956)
- Tribute To A Bad Man da: Hvem skød Rodock? (1956)
- Pardners da: Martin og Lewis i det vilde vesten (1956)
- Accused of Murder (1956)
- The Lonely Man  da: Sidste skud i Bonanza Bar (1957)
- The Tin Star  da: Sheriffens stjerne (1957)
- The Quiet Gun (1957)
- Gunfight at the O.K. Corral  da: Sheriffen fra Dodge City (1957)
- China Gate (1957)
- The Badge of Marshal Brennan (1957)
- The Last Stagecoach West (1957)
- Joe Dakota (1957)
- Gun Battle at Monterey (1957)
- Raiders of Old California (1957)
- Day of the Bad Man (1958)
- The Bravados da: Bravados (1958)
- The Young Lions da: De unge løver(1958)
- Machete (1958)
- Guns, Girls and Gangsters (1959)
- Ride Lonesome (1959)
- The Slowest Gun In The West (TV) (1960)
- Posse From Hell (1961)
- The Man Who Shot Liberty Valance  da: Manden der skød Liberty Valance (1962)
- How the West Was Won da: Vi vandt vesten (1962)
- For a Few Dollars More da: Hævn for dollars (1965)
- The Good, the Bad, and the Ugly da: Den gode, den onde og den grusomme (1966)
- The Big Gundown (1966)
- Death Rides a Horse (1967)
- Day of Anger da Hvem trækker først? (1967)
- Beyond the Law (1968)
- Commandos (1968)
- Sabata (1969)
- Barquero (1970)
- El Condor (1970)
- Captain Apache (1971)
- Return of Sabata (1971)
- Grand Duel (1972)
- Bad Man's River (1972)
- The Magnificent Seven Ride! (1972)
- Escape From Death Row (1973)
- The Stranger and the Gunfighter (1974)
- Take A Hard Ride (1975)
- God's Gun (1976)
- Kid Vengeance (1977)
- The Perfect Killer (1977)
- Nowhere To Hide (1977)(TV)
- The Squeeze (1978)
- The Hard Way (1979) (TV)
- The Octagon (1980)
- Escape from New York  da: Flugtaktion New York (1981)
- Killing Machine (1983)
- Codename: Wild Geese (1984)
- The Master (TV serie) (1984)
- Jungle Raiders (1985)
- Armed Response (1986)
- The Commander (1986)
- Speed Zone! da: Ud at køre med de skøre – Speed Zone (1989)
- Thieves of Fortune (1989)